# Jazz-music (Poot)
Jazz-music is een compositie voor harmonieorkest van de Belgische componist en lid van de componisten groep De Synthetisten Marcel Poot uit 1929. Het is geschreven in opdracht van het Groot Harmonieorkest van de Belgische Gidsen. Dit orkest verzorgde onder leiding van Arthur Prevost de première van het werk op het schip HMS Homeric tijdens de terugreis van de concerttournee door de Verenigde Staten en Canada op 30 mei 1929. 
Het werk is op cd opgenomen door het Groot Harmonieorkest van de Belgische Gidsen te Brussel onder leiding van Norbert Nozy.